# Shree Nagar
Shree Nagar (nep. श्रीनगर) – gaun wikas samiti w zachodniej części Nepalu w strefie Karnali w dystrykcie Humla. Według nepalskiego spisu powszechnego z 2011 roku liczył on 588 gospodarstw domowych i 3958 mieszkańców (1989 kobiet i 1969 mężczyzn).